# ماكس ميلنر
ماكس ميلنر (بالإنجليزية: Max Milner)‏ هو عازف قيثارة بريطاني، ولد في 7 فبراير 1990.

## وصلات خارجية
- ماكس ميلنر على موقع IMDb (الإنجليزية)